# Hamilton Bulldogs (OHL)
Die Brantford/Hamilton Bulldogs sind ein kanadisches Eishockeyfranchise aus Hamilton, Ontario, das seine Heimspiele seit 2023 übergangsweise in Brantford austrägt. Das Team spielte seit 2015 in der Ontario Hockey League (OHL), einer der drei höchsten Juniorenligen Kanadas, und gewann während dieser Zeit zweimal den J. Ross Robertson Cup.

## Geschichte

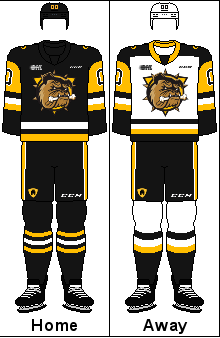
Spielkleidung der Bulldogs

Im März 2015 wurde bekannt, dass Michael Andlauer, ein Investor aus Hamilton, die Belleville Bulls aus der OHL gekauft hat und er das Team nach Hamilton, Ontario verlegt. Er reagierte damit auf den Verkauf des American-Hockey-League-Franchise gleichen Namens, das im gleichen Atemzug in die St. John’s IceCaps umbenannt wurde und nach Neufundland zog. Die ehemaligen Belleville Bulls übernahmen somit die Identität der Bulldogs samt Spielstätte und Logo.
Erster Cheftrainer der Bulldogs wurde George Burnett, der bereits die Belleville Bulls über zehn Jahre lang betreut hatte. Nach der Debütsaison wurde er durch Trainer John Gruden sowie durch General Manager Steve Staios ersetzt, die mit dem Team am Ende der Spielzeit 2017/18 den ersten J. Ross Robertson Cup gewannen. Diesen Erfolg wiederholte die Mannschaft in der Saison 2021/22. Nach der Saison 2022/23 wurde das Franchise aufgrund der Arenaerneuerung in Hamilton für drei Jahre nach Brantford umgesiedelt und in Brantford Bulldogs umbenannt.